# Witalian
Witalian (łac. Vitalianus, ur. w Segni, zm. 27 stycznia 672 w Rzymie) – włoski duchowny rzymskokatolicki, 76. papież w okresie od 30 lipca 657 do 27 stycznia 672 roku. Święty Kościoła katolickiego.
Jego pontyfikat naznaczony był rozwiązywaniem sporu dotyczącego monoteletyzmu. Za pontyfikatu Witaliana doszło także do oderwania się arcybiskupstwa Rawenny od władzy papieskiej.

## Życiorys
Urodził się w Segni w okolicach Rzymu; był synem Anastazego. Pontyfikat rozpoczął po śmierci papieża Eugeniusza I, 30 lipca 657; zakończył w dniu śmierci – 27 stycznia 672.

### Monoteletyzm
Natychmiast po wyborze na papieża podjął kroki w celu przywrócenia dobrych stosunków między władzami zwierzchnimi Kościoła zachodniego (którego stał się głową) z siedzibą w Rzymie, a cesarzem bizantyńskim Konstansem II i władzami zwierzchnimi (patriarcha Piotr), wyraźnie już wówczas kształtującego się Kościoła wschodniego w Konstantynopolu.
Relacje te były napięte podczas wcześniejszych pontyfikatów z powodu odmiennych postaw wobec monoteletyzmu. Korespondując z Konstansem podtrzymywał krytyczne stanowisko Rzymu, ale pojednawczo pomijał najbardziej sporne zagadnienia: kwestie doktrynalne, postanowienia synodu laterańskiego z 649 roku oraz fakt odmowy uznania Marcina I za prawowitego papieża i jego banicję. Bezkonfliktowa dyplomacja doprowadziła do uznania przywilejów Kościoła rzymskiego przez Konstansa II oraz włączenia imienia Witaliana do dyptychów patriarchatu konstantynopolitańskiego.
Po śmierci Konstansa II w 668 roku, podczas wojskowej próby osadzenia na tronie Armeńczyka Misisiosa, udzielił poparcia jego synowi i prawowitemu następcy Konstantynowi IV. Długoterminowym skutkiem tego wydarzenia było zwołanie 12 lat później, z inicjatywy Konstantyna IV soboru konstantynopolitańskiego III, na którym uznano monoteletyzm za herezję.

### Kościół zachodni
1 marca 666 roku Konstans II ogłosił – niekorzystny dla Rzymu – dekret nadający Rawennie, siedzibie egzarchatu, status stolicy autokefalicznej, niezależnej od Rzymu, z prawem wyboru własnego biskupa zatwierdzanego tylko przez cesarza oraz konsekrowanego przez trzech własnych sufraganów.
Witalianowi udało się poprawić stosunki z Anglią, gdzie duchowieństwo anglosaskie i brytyjskie podzielone było w kwestii niektórych zwyczajów kościelnych. W 664 roku, podczas synodu w Whitby poparł zamysły króla Nortumbrii Oswy do wprowadzenia w Anglii rzymskich – a nie celtyckich – praktyk, m.in. daty Wielkanocy. 26 marca 668 roku konsekrował mnicha Teodora z Tarsu na arcybiskupa Canterbury i wysłał go z misją zreorganizowania Kościoła w Anglii.
W Rzymie zmodernizował szkołę śpiewu (schola cantorum) na Laternie – wprowadził techniki wzorowane na bizantyjskich obrzędach papieskich.
Jego wspomnienie liturgiczne obchodzone jest 27 stycznia (dzień jego wyboru na Stolicę Piotrową)